# Епархия Джаландхар
Епархия Джаландхар (или Джуллундура) (лат. Dioecesis Iullundurensis) — епархия Римско-Католической церкви c центром в городе Джаландхар, Индия. Епархия Джаландхар входит в митрополию Дели. Кафедральным собором епархии Джаландхар является церковь Пресвятой Девы Марии.

## История
17 января 1952 года Римский папа Пий XII выпустил буллу "Inter ceteras curas", которой учредил апостольскую префектуру Джуллундура, выделив её из епархии Лахора. 
6 декабря 1971 года Римский папа Павел VI издал буллу "Officium apostolicum", которой преобразовал апостольскую префектуру Джуллундура в епархию. 

## Ординарии епархии
- епископ Alban Swrarbrick (31.10.1952 — 1971);
- епископ Symphorian Thomas Keeprath (6.12.1971 — 24.02.2007);
- епископ Anil Couto (24.02.2007 — 30.11.2012);
- епископ Franco Mulakkal[2] (13.06.2013 — 1.06.2023, в отпуске);
  - Sede vacante (2023—2025);
  - Agnelo Rufino Gracias (20.09.2018 — 7.06.2025 — апостольский администратор)[3];
- Jose Sebastian Thekkumcherikunnel (7.06.2025 — по настоящее время).

## Источник
- Annuario Pontificio, Libreria Editrice Vaticana, Città del Vaticano, 2003, ISBN 88-209-7422-3
- Булла Inter ceteras curas, AAS 44 (1952), стр. 446  (лат.)
- Булла Officium apostolicum, AAS 64 (1972), стр. 415  (лат.)